# 大学宫 (卡塔尼亚)
37°30′12.8″N 15°5′11.5″E / 37.503556°N 15.086528°E

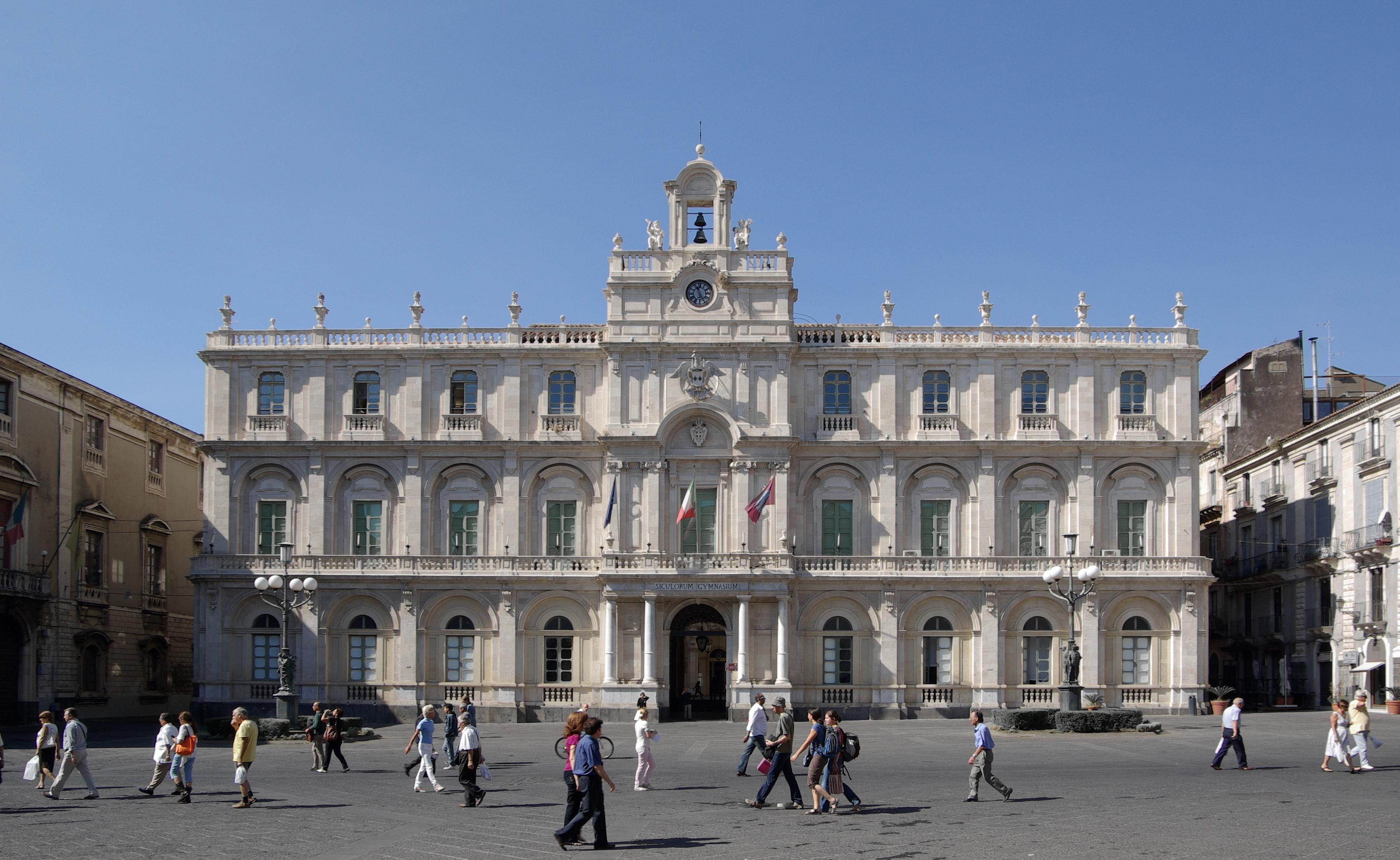
大学宫

大学宫（Palazzo dell'Università）位于卡塔尼亚大学广场，沿着埃特纳街。这是卡塔尼亚大学校长驻地。

## 建筑
该建筑，就像卡塔尼亚的所有建筑物，系1693年大地震后重建。内有著名的壁画和象征阿拉贡王朝的挂毯。图书馆保存了珍贵的古版本，手稿和签名的信件超过20万册。

## 历史
卡塔尼亚大学由阿方索五世创立于1434年10月19日。最初位于主教座堂广场，毗邻圣亚加大主教座堂。1684年，大学迁至圣马可产业,直至被1693年西西里大地震摧毁。1696年，开始兴建新的大学宫。